# Victoria cruziana
Victoria cruziana is een van de twee soorten reuzenwaterlelies uit het geslacht Victoria. Deze plant is een kort levende meerjarige plant. De soort heeft tot 2 meter brede drijfbladeren met een 8–20 centimeter hoge rand. De bovenzijde van het blad is glad en frisgroen. De onderzijde is bezet met ribben en stekels. 
Victoria cruziana heeft een dikke wortelstok die groeit in het slib onder water. In gematigde klimaten wordt de plant vaak als eenjarige behandeld. 
De 25-35 centimeter brede bloemen zijn alleenstaand en drijven op het water. Aan de onderkant van de bloem zitten de vier stekelige kelkbladen. De talrijke kroonbladeren gaan geleidelijk over in de meeldraden. De stempel is schotelvormig en heeft gekromde stekels aan de rand. De bloemen verkleuren van wit via licht- naar donkerroze. De eerste nacht bloeit de waterlelie wit, wat kevers (Cylocephata castaneal) als bestuiver aantrekt, waarna de bloemen sluiten. De volgende nacht bloeit hij roze. De vruchten rijpen onder water. De zaden zijn tot 10 mm in doorsnee en hebben een ronde vorm.
De plant gedijt goed bij temperaturen tussen de 20 en 25 °C, veel koeler dan Victoria amazonica. Victoria cruziana komt van nature voor in stilstaande tot langzaam stromende wateren in Paraguay, Zuid-Brazilië en Noord-Argentinië.
Deze plant wordt veel in botanische tuinen gekweekt, vaker dan de grotere Victoria amazonica. In Nederland is Victoria cruziana regelmatig te bezichtigen in de volgende tuinen:
- Hortus Botanicus Amsterdam
- Botanische Tuin TU Delft
- Botanische Tuinen Universiteit Utrecht
- Almere Jungle

In België is de plant te bezichtigen in de volgende tuinen:
- Plantentuin Universiteit Gent
- Plantentuin Meise